# Criba de Brun
En matemáticas, el método de cribado de Brun, el teorema de Brun o criba de Brun es un resultado en la teoría de números más específicamente en teoría de cribas dado por Viggo Brun en 1919. Tiene importancia histórica en la introducción de los métodos de cribas.
La criba de Brun nos da el tamaño de ciertos conjuntos que queremos estudiar usando ciertas funciones de las cuales nos valemos para estudiar el conjunto.

## Criba de Brun

### Como función
Sea la función 
{\displaystyle f(d)={\frac {\omega (d)}{d\prod _{p\mid d}\left(1-{\frac {\omega (p)}{p}}\right)}}}
bien definida para todo d con {\displaystyle \mu (d)=0} . Considere los siguientes conjuntos
- {\displaystyle \mathbb {A} ^{z}=\{a\in \mathbb {A} :a\leq z\}}
- {\displaystyle \mathbb {P} _{z}=\prod _{p\in \mathbb {P} ^{z}}p}
- {\displaystyle \mathbb {A} _{d}=\{a\in \mathbb {A} :a\equiv 0\mod {d}\}}
- {\displaystyle \mathbb {R} _{d}(x)=|\mathbb {A} _{p}^{x}|-{\frac {\omega (d)}{p}}x}
- {\displaystyle S(\mathbb {A} ;\mathbb {P} ^{z},x)} es el número de elementos restantes en {\displaystyle \mathbb {A} ^{x}} cribando por los elementos de {\displaystyle \mathbb {P} ^{z}}, esto es, todos los elementos restantes al quitar los números correspondientes al conjunto {\displaystyle \mathbb {P} ^{z}}.

Considere la siguiente función
- {\displaystyle \omega (d)} es una función o comportamiento de manera tal que {\displaystyle {\frac {\omega (d)}{p}}x\,\!} sea una buena aproximación a la cardinalidad del conjunto {\displaystyle \mathbb {A} _{p}^{x}\,\!}, esto es, que las variables implicadas en el error no sea muy grandes o sean errores admisibles.

- Suponga que {\displaystyle |\mathbb {R} _{d}(x)|\leq \omega (d)}.

Bajo todas estas condiciones se puede afirmar que para todo entero no negativo r existe {\displaystyle \theta ,\theta ^{,}} con {\displaystyle |\theta |\leq 1}, {\displaystyle |\theta ^{,}|\leq 1} tales que,
{\displaystyle S(\mathbb {A} ;\mathbb {P} ^{z},x)=xW(z)\left(1+\theta {\frac {1}{r!}}\left(\sum _{p\leq z}f(p)\right)^{r}\exp {\sum _{p\leq z}f(p)}\right)+\theta ^{,}\left(1+\sum _{p<z}\omega (p)\right)^{r}}
Tenga en cuenta que {\displaystyle \exp {\sum _{p\leq z}f(p)}} es la {\displaystyle {\sum _{p\leq z}f(p)}}-esima potencia de e.

### Como versión del principio de inclusión-exclusión
Una versión más simple de la criba de Brun, es una desigualdad combinatoria la cual es una versión del principio de inclusión-exclusión. Este nos da una comportamiento asintótico del conjunto con ciertas propiedades diciéndonos a qué es menor y a qué es mayor.
Sea X un conjunto no vacío, N un conjunto finito de objetos, sea P1,...,Pr r diferentes propiedades que tienen ciertos elementos del conjunto X. Sea N0 el número de elementos que no cumplen estas propiedades. Para cualquier subconjunto I={i1,...,ik}, del conjunto de índices {1,2,...,r}, sea N (I)=N (i1,...,ik) denota el número de elementos de X que tienen cada una de las propiedades de Pik,...,Pik. SEa N(Ø)=|X|=N. Si m es un enteno par no negativo, entonces
{\displaystyle N_{0}\leq \sum _{k=0}^{m}(-1)^{k}\sum _{|I|=k}N(I)}
Si m es un entero no negativo impar, entonces
{\displaystyle N_{0}\geq \sum _{k=0}^{m}(-1)^{k}\sum _{|I|=k}N(I)}

## Resultados
Algunos resultados que se obtienen al usar o aplicar la criba de brun son:
- Aproximación de {\displaystyle \pi (x)}. A través de este método podemos estimar que existe una constante c>0, tal que:

{\displaystyle \pi (x)={\mathcal {O}}\left({\frac {x\ln \ln(x)}{\ln(x)}}\{1+\theta \,e^{-c\,\ln \ln(x)}\}\right)+o(x^{1-\varepsilon })}
para todo {\displaystyle \varepsilon } muy pequeño.
- Comportamiento asintótico de {\displaystyle \pi _{2}(x)}. Al igual que se puede obtener el comportamiento asintótico de los primos menores que x se puede obtener los el comportamiento de los primos gemelos menores que x:

{\displaystyle \pi _{2}(x)={\mathcal {O}}\left(x\left({\frac {\ln \ln(x)}{\ln(x)}}\right)^{2}\right)}
- Convergencia de los primos gemelos. Como pilar de esta criba, a pesar de que se puede demostrar como consecuencia de lo anterior, esta la convergencia de la suma de los recíprocos de los primos gemelos

{\displaystyle \sum _{p,p+2=q}{\frac {1}{p}}={\mathcal {O}}(1)}
Al número al cual converge se le conoce como la constante de Brun.
- Acerca de la conjetura de Goldbach. Viggo Brun en 1920 probó, a través de la criba combinatoria (Criba de brun), que todo número par suficientemente grande puede escribirse como suma de dos enteros cada uno producto de al menos nueve primos.

- Números producto de primos. Brun también mostró que existen infinitos enteros n tales que n, n+2 es producto de al menos 9 primos.